# Wzdów
Wzdów est une localité polonaise de la gmina de Haczów, située dans le powiat de Brzozów en voïvodie des Basses-Carpates. Le chateau de Wzdów appartenait à la famille Ostoja-Ostaszewski. 